# Bohdanečtí z Hodkova
Bohdanečtí z Hodkova jsou starou českou vladyckou a později též panskou rodinou pocházející z Hodkova u Zruče nad Sázavou.
Prvním členem rodu, jehož lze bezpečně spojit s Bohdaneckými z Hodkova, byl Kuneš/Konášek, který se připomínal na Hodkově v letech 1386–1403. Heřman Otrybec z Hodkova získal kolem roku 1440 Bohdaneč s tvrzí u Ledče nad Sázavou a roku 1454 zemřel, po něm se na Bohdanči připomíná roku 1510 další Heřman, a Kuneš na Suchdole ji roku 1525 prodal a koupil Žleby.
Dále byl rodu již jako rozvětvenému v roce 1542 potvrzen panský stav. Většina příslušníků držela osobní i řádové rytířské tituly a jednotliví členové rodu byli i příslušníky německých rytířů, johanitů a Ochránců Božího hrobu. Několik příslušníků rodu zasvětilo svůj život církvi. Rod býval katolický, umírněný i protestantský. Nejvýznamnější členové rodu byli bratři Heřman Petr seděním na Lanšperku a mladší Heřman Kuneš zvaný Bohatý seděním na Žlebích.

## Příbuzenstvo
Rod existoval v několika větvích. Dvě založili patrně synové Heřmana Bohdaneckého z Hodkova Kuneš, který sídlil na žlebském hradě, a Petr, který později získal hrad Lanšperk. Dále pak existovala ještě odnož užívající pouze predikát z Hodkova a linie Mařanů Bohdaneckých z Hodkova, kteří měli být povýšeni do vladyckého stavu v 15. století. 
Rodovými vazbami byli Bohdanečtí spojeni např. s Amchy z Borovnice, Klusáky z Kostelce, Straky z Nedabylic, Míčany z Klinštejna či Bradleckými z Mečkova.
Dnes žije na území ČR ještě několik dalších rodin s příjmením Bohdanecký, ty jej však odvozují od městečka Lázně Bohdaneč a s rodem z Hodkova nemají nic společného. Rodina Bohdaneckých usedlá původně na Novém Městě nad Metují odvozuje svůj původ od Bohdanče u Zruče nad Sázavou a ještě v první čtvrtině byla rodinou sloužící pánům z Hodkova (Jakub), když pocházela z oné Bohdanče.